# 安娜·保尔松
安娜·保尔松（瑞典語：Anna Paulson，1984年2月29日—），瑞典女子足球运动员。她曾代表瑞典国家队参加2007年国际足联女子世界杯。她也曾参加2008年夏季奥林匹克运动会。